# Ліс висільників
«Ліс повішених» (рум. Pădurea spânzuraților) — роман румунського письменника Лівіу Ребряну. Опублікований у 1922 році, частково натхненний досвідом його брата Еміля Ребряну, офіцера в австо-угорській армії, який був повішений за шпіонаж та дезертирство у 1917 році, під час Першої світової війни.
За романом був знятий фільм у 1965 році.
Українською мовою роман перекладений Іваном Кушніриком, виданий у 1990 р. видавництвом художньої літератури «Дніпро».